# Voilà!
Voilà! è un album della cantante italiana In-Grid, pubblicato nel 2005 dall'etichetta discografica ZYX.
Il disco contiene undici tracce in lingua francese ed è stato promosso dai singoli Mama mia e Oui.

## Tracce
CD (ZYX 20744-2 (ZYX)
1. Mama mia – 3:38 (Marco Soncini, M. C. Hausmann, Sannie Carlson)
2. Le coquin – 3:28 (Ingrid Alberini, A. Magnanini, Channing Banks)
3. Dans tes yeux – 3:29 (Marco Soncini, Sannie Carlson, Annerley Gordon)
4. Click Clock – 3:43 (Marco Soncini, Ingrid Alberini, M. Rapini, Channing Banks)
5. L'amoureuse – 3:52 (Giuseppe Isgrò, E. Bianchi, Sannie Carlson)
6. Oui – 3:06 (I. Favretto, Channing Banks)
7. Jamais eu – 3:11 (Marco Soncini, Sannie Carlson)
8. A poings fermés – 3:05 (Ingrid Alberini, Giuseppe Isgrò, Channing Banks)
9. Où est ma vie? – 3:35 (Marco Soncini, Sannie Carlson)
10. Encore une fois – 3:07 (Marco Soncini, Sannie Carlson)
11. C'est pour toi – 3:38 (Marco Soncini, Ingrid Alberini, M. Rapini, Daniela Galli, Ivana Spagna)

Durata totale: 37:52

## Classifiche
| Classifica (2005) | Posizione massima |
| ----------------- | ----------------- |
| Repubblica Ceca   | 63                |